# Uuksu
Uuksu (ros. Ууксу) – wieś (dieriewnia) w Rosji, w Karelii, w rejonie pitkiaranckim. W 2010 liczyła 222 mieszkańców.